# ولسوالی شغنان
ولسوالی شغنان یکی از شهرستان های ولایت بدخشان در شمال خاوری افغانستان است که به فاصلۀ ١٥٠ کیلومتری به‌طرف شرق شهر فیض‌آباد و در مسیر رود پنج واقع گردیده که مرکز آن بهشار است.

## پیشینه
به دید خوش‌نظر پامیرزاد خیانیان امروز هم نام قدیم شان را حفظ نموده و به نام "خږنۈنئ Xuγ̌nůne" یاد می گردند و در آثار یونانی خیونیت آمده‌است. در ادامه او نگاشته‌است: "آن‌ها که با سقوط سلطنت یفتلی‌ها به پناهگاهی در دل کوه‌های پامیر پناه جستند، در طی بیش از یک‌و نیم هزار سال همه‌ی آن نشانه‌های یفتلی را به نام اقوام پامیری محفوظ داشته اند". شماری از پژوهشگران از غلط آن‌ها را ترک‌تبار معرفی کرده‌اند و اما در واقعیت آن‌ها یعنی خیونیت‌ها یا خیانیان که امروزه بنام شغنانی یاد می‌شوند و شماری از آن‌ها به جنوب هندوکش رفته‌اند و نام محل زیست‌شان را  خوگیانی می‌گویند، همان سکاها یا تورانیان آریایی یا آریانیان شرقی اند نه ترک‌تبار که نشانه‌های آن‌را امروز نیز در بین تاجیک‌ها و پشتون‌ها می‌توان مشاهده نمود. همچنان؛ خیااآنه‌ی اوستا، خیونان پهلوی، خیونیت یونانی، خونای سانسکریت‌ با شگنان یا شغنان‌و خوگیانی همریشه‌اند.

## جغرافیا

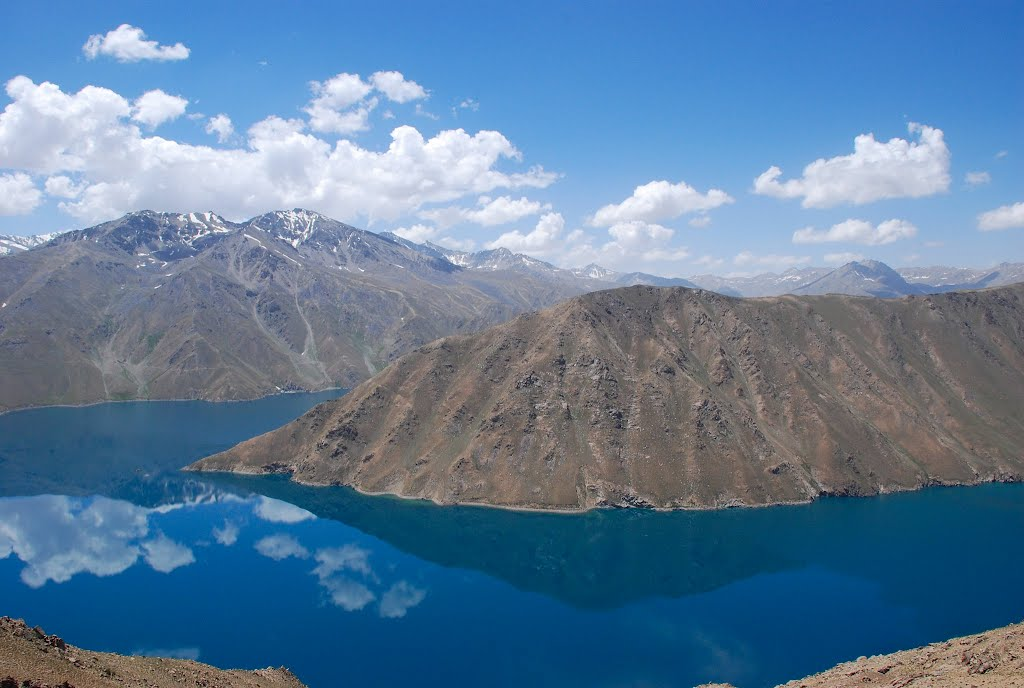
دریاچه شیوا یکی از دریاچه‌های طبیعی در شهرستان شغنان، ولایت بدخشان (افغانستان) واقع است.

مساحت شهرستان  شغنان ٣٥۴٥ کیلومترمربع است و دارای تابستان های کوتاه نسبتاً گرم و خشک و زمستان سرد و دراز مدت است. این شهرستان  بنابر داشتن کوه‌های بلند بسیار دشوار گذر است، به ویژه در زمستان با ریزش برف تقریباً همه راه‌های مواصلاتی این شهرستان  بند می‌باشند که دشواری‌های زیادی را متوجه مردم آن می‌سازد.

## موقعیت
این شهرستان با شهرستان‌های ارغنج خواه، درواز بالا، اشکاشم، شهدا و به شهر خاروغ بدخشان تاجیکستان هم سرحد می‌باشد که دارای یک بازار مشترک نیز می‌باشند.

## ترابری

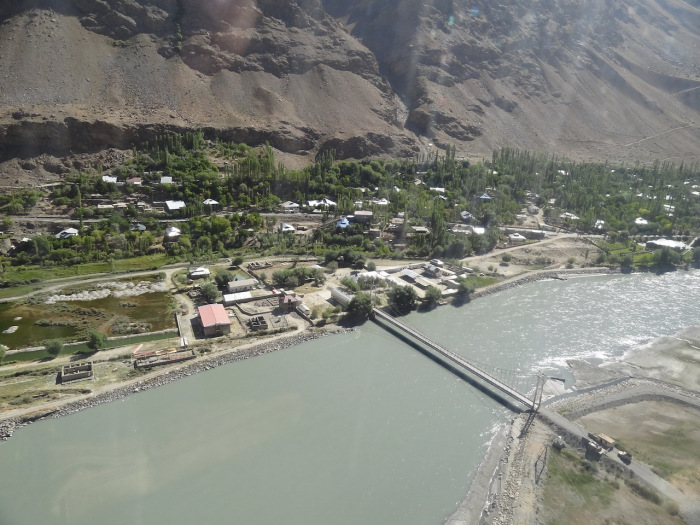
پل دوستی میان افغانستان و تاجیکستان بر فراز رود پنج در منطقۀ شغنان

## اقتصاد
باشندگانِ این شهرستان به کشاورزی، باغداری‌و دامداری مشغول‌و میوجات تازه‌و خشک‌،و
صنایع دست‌باف این مردم شهرت خوبی داشته، کتان چکمن، جاکت وجراب شغنان شهرت خاص و علاقمندان زیادی دارد.
این دیار از دو مسیر به خیابان ابتدایی وصل گردیده مشکلات‌شان تا اندازه از خیابان مرفوع گردیده است.

## مردم
باشندگان این شهرستان را  تاجیکان پامیری  تشکیل می‌دهند که به زبان شُغنی  سخن می گویند. همه باشندگان این شهرستان به زبان پارسی و فرهنگ تاجیکی خود بلدیت کامل داشته‌و نوروز را جشن می‌گیرند. آنچه که به زیبایی‌و منحصر بودن این شهرستان افزوده رود سیحون یا (سیر دریا)، جهیل شیوه، مردمان پهلوان، زحمتکش، با سواد، با فرهنگ، مهمان نواز، شاد، آوازخوان، مهربان‌و حق و حقوق برابرِ زنان و مردان این دیار است. آب‌بازی، کشتی‌گیری پهلوانی‌و اسبک بازی از جمله بازی‌های مشهور این مردم است که در محافل شادی‌و عروسی با شوق، اشتیاق‌و هلهله برگزار می‌شود.

### مذهب
مذهب مردم این شهرستان اسماعیلیه است. شماری اندکی از باشندگان شهرستان شغنان شیعیان دوازده‌امامی می‌باشند. تاریخ اسماعیلیان در شغنان  به بیش از هزار سال پیش می‌رسد. ناصرخسرو فیلسوف نامدار پارسی مشهور به حجت خراسان در نواحی بدخشان مبلغ دعوت مذهب اسماعیلی بود که امرزوه تعلیمات و اندیشه‌های این حکیم در بدخشان از اهمیت و جایگاه مهمی برخوردار است. ادبیات تاریخی اسماعیلیان در شغنان از گنجینه‌های مهم ادبیات فارسی و مذهبی خراسان به شمار می‌رود.

## پل دوستی و بازار مشترک مرزی
به ابتکار امامت اسماعیلی پل دوستی میان شغنان و آن سوی دریای آمو شهر خاروغ اعمار شده است که در سال‌های پسین برای رشد ارتباطات و پیشرفت کیفیت زندگی این مردم نقش به سزای داشته است. همچنان بازار مشترک در مرز ایجاد شده که داود ستد و کارهای تجارتی را بین مردم دو سوی مرز رونق بخشیده است.

## زبان
مردم شغنان به زبان بومی شغنی تکلم میکند که یکی از شاخه‌های زبان‌های قدیم هند اروپایی است. 

## روستاها
درمارخت، غارجوین، پستیو، ده مرغان، بهشار، ویر، سرچشمه، ده شار، شدوج،دیراج، نوادک، چاسنود بالا، رباط سر، رباط بین، رباط پایان، پاجور، چاوید، یارخ، شیخا، چاسنود پایان.